# Geoffroi Borgia
Pour les articles homonymes, voir Famille Borgia et Borgia (homonymie).
Geoffroi de Borgia (ou Jofré Borja en catalan), né à Rome en 1481 et mort à Squillace en décembre 1516 ou janvier 1517, est le plus jeune fils d'Alexandre VI et de Vannozza Cattanei, et le plus jeune frère de César Borgia, Giovanni Borgia, et Lucrezia Borgia.

## Biographie
Geoffroi est marié à Sancia d'Aragon, fille d'Alphonse II de Naples, il obtient alors la principauté de Squillace (1494) et après une période de tumulte il reçoit du royaume de Naples, le comté d'Alvito (1497).
Geoffroi et Sancia, qui n'ont que 12 et 16 ans au moment du mariage, deviennent des modèles pour le peintre Pinturicchio dans la Dispute de Sainte Catherine, où ils jouent un jeune couple d'amoureux.

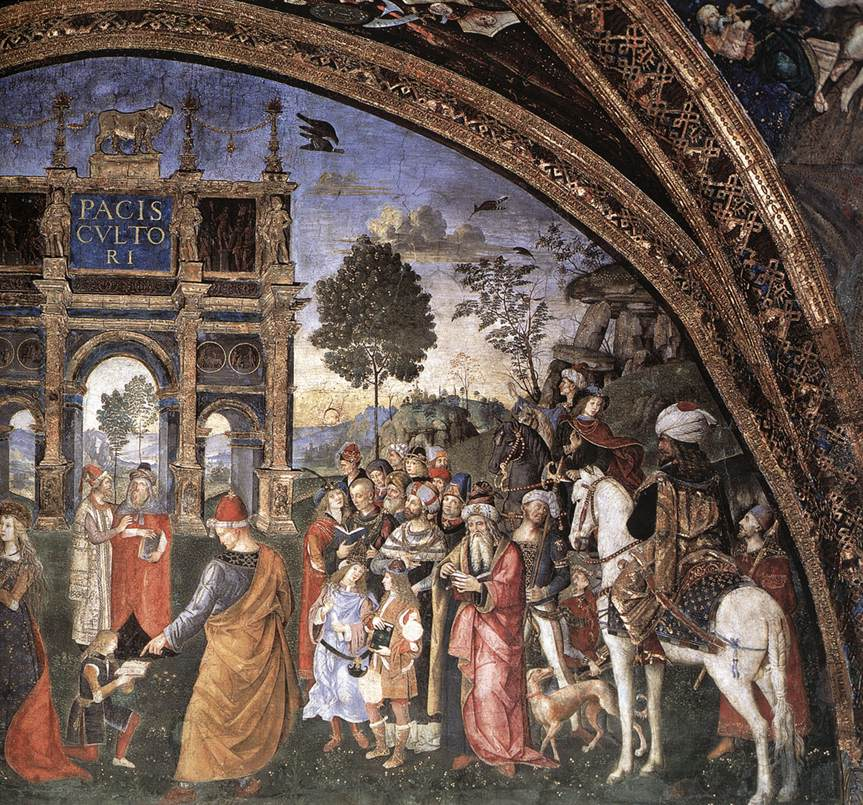
Geoffroi Borgia et Sancia

En 1497, le Pape Alexandre VI innocente Geoffroi du meurtre du son frère Giovanni Borgia car la rumeur publique le croit coupable à cause de l'antagonisme entre les deux frères pour l'amour de Sancia.
Durant la guerre de 1499–1504, quand Louis XII conquiert Naples, il accompagne alors les Français, mais il est capturé par Prospero Colonna ; il change alors de camp et rejoint les Espagnols, qui se rebellent à Alvito.
Après deux ans Sancia meurt et Geoffroi perd ses droits sur Alvito. Geoffroi se remarie avec Maria de Mila.  L'aîné, Francesco Borgia, hérite de la principauté de Squillace.

### Descendance
- Francesco de Borgia y Mila, fils aîné et deuxième prince de Squillace
- Lucrezia de Borgia y Mila
- Antonia Borgia y Mila
- Maria Borgia y Mila

Geoffroi a également eu un enfant illégitime nommé Jeronimo Borgia qui fut envoyé à sa demande à sa tante Lucrèce où il fut fort apprécié par tous en particulier par Alphonse d'Este, duc de Ferrare.

### Les séries TV
- The Borgias est une série télévisée canadienne, hongroise et irlandaise créé par Neil Jordan.
- Les Borgia ou le sang doré est un feuilleton télévisé français de 1977.
- Borgia, série télévisée produite par Atlantique Productions et Lagardère Entertainment a été diffusée sur Canal + en octobre 2011.